# Raised by Wolves (serie de televisión)
Raised by Wolves es una serie de televisión estadounidense de ciencia ficción y drama creada por Aaron Guzikowski que se estrenó el 3 de septiembre de 2020 en HBO Max. La segunda temporada se estrenó el 3 de febrero de 2022.
En junio de 2022, la serie fue cancelada después de dos temporadas.

## Sinopsis
Madre y Padre son dos androides con la misión de criar hijos humanos en el planeta Kepler-22b después de que la Tierra fuese destruida por una gran guerra entre mitraicos y ateos, y comenzar una nueva civilización pacífica basada en valores ateos. Madre desea que Campion se convierta en el líder de los ateos al crecer, no obstante, a medida que la floreciente colonia de humanos es amenazada con ser destruida por las diferencias religiosas luego de la llegada de los mitraicos, los androides aprenden que controlar las creencias de los humanos es una tarea difícil.

## Producción

### Desarrollo
El 8 de octubre de 2018, se hizo público que TNT había encargado la producción de la serie, con Ridley Scott, Aaron Guzikowski, David W. Zucker, Jordan Sheehan, Adam Kolbrenner y Robyn Meisinger como productores ejecutivos. Scott fue también el director de los primeros dos episodios, que fueron escritos por Guzikowski. Las empresas productoras involucradas en la serie son Scott Free Productions, Studio T y Madhouse Entertainment. El 29 de octubre de 2019, se anunció que la serie se trasladaría al servicio de streaming HBO Max, de WarnerMedia. Los primeros tres episodios de la serie se estrenaron el 3 de septiembre de 2020 en HBO Max.
Después de un largo tiempo de espera, la compañía de Warner Bros anunció la segunda temporada, que se estrenó en la plataforma de streaming HBO Max el 4 de febrero de 2022. 

### Casting
En enero de 2019, se anunció que Travis Fimmel, Amanda Collin, Abubakar Salim, Winta McGrath, Niamh Algar, Felix Jamieson, Ethan Hazzard, Jordan Loughran, Aasiya Shah e Ivy Wong habían sido elegidos para papeles protagónicos.

## Elenco y personajes

### Protagonistas
- Amanda Collin como Madre / Lamia
- Abubakar Salim como Padre
- Winta McGrath como Campion
- Niamh Algar como Sue / Mary
- Travis Fimmel como Marcus / Caleb
- Jordan Loughran como Tempest
- Felix Jamieson como Paul
- Ethan Hazzard como Hunter
- Aasiya Shah como Holly
- Ivy Wong como Vita
- Matias Varela como Lucius

### Recurrentes
- Cosmo Jarvis como Campion Sturges

### Invitados
- Steve Wall como Ambrose

## Episodios

### Temporada 1 (2020)
| N.º | Título             | Dirigido por         | Escrito por      | Fecha de emisión original |
| --- | ------------------ | -------------------- | ---------------- | ------------------------- |
| 1   | «Raised by Wolves» | Ridley Scott         | Aaron Guzikowski | 3 de septiembre de 2020   |
| 2   | «Pentagram»        | Ridley Scott         | Aaron Guzikowski | 3 de septiembre de 2020   |
| 3   | «Virtual Faith»    | Luke Scott           | Aaron Guzikowski | 3 de septiembre de 2020   |
| 4   | «Nature's Course»  | Luke Scott           | Aaron Guzikowski | 10 de septiembre de 2020  |
| 5   | «Infected Memory»  | Sergio Mimica-Gezzan | Heather Bellson  | 10 de septiembre de 2020  |
| 6   | «Lost Paradise»    | Sergio Mimica-Gezzan | Donald Joh       | 17 de septiembre de 2020  |
| 7   | «Faces»            | Alex Gabassi         | Karen Campbell   | 17 de septiembre de 2020  |
| 8   | «Mass»             | Alex Gabassi         | Sinead Daly      | 24 de septiembre de 2020  |
| 9   | «Umbilical»        | James Hawes          | Aaron Guzikowski | 24 de septiembre de 2020  |
| 10  | «The Beginning»    | Luke Scott           | Aaron Guzikowski | 1 de octubre de 2020      |

### Temporada 2 (2022)
| N.º | Título           | Dirigido por     | Escrito por                                        | Fecha de emisión original |
| --- | ---------------- | ---------------- | -------------------------------------------------- | ------------------------- |
| 1   | «The Collective» | Ernest Dickerson | Aaron Guzikowski                                   | 3 de febrero de 2022      |
| 2   | «Seven»          | Ernest Dickerson | Aaron Guzikowski                                   | 3 de febrero de 2022      |
| 3   | «Good Creatures» | Sunu Gonera      | Aaron Guzikowski y Ridley Scott                    | 11 de febrero de 2022     |
| 4   | «Control»        | Sunu Gonera      | Aaron Guzikowski, Karen Campbell, Caitlin Saunders | 17 de febrero de 2022     |
| 5   | «King»           | Alex Gabassi     | Aaron Guzikowski, Caitlin Saunders                 | 24 de febrero de 2022     |
| 6   | «The Tree»       | Alex Gabassi     | Aaron Guzikowski, Caitlin Saunders                 | 3 de marzo de 2022        |
| 7   | «Feeding»        | Lukas Ettlin     | Aaron Guzikowski                                   | 10 de marzo de 2022       |
| 8   | «Happiness»      | Lukas Ettlin     | Aaron Guzikowski                                   | 17 de marzo de 2022       |

## Recepción
En el sitio web especializado Rotten Tomatoes, la serie tiene una calificación de aprobación del 72% basada en 54 revisiones, con una calificación promedio de 7.10/10. El consenso crítico del sitio web dice: «Rebosante de imaginación e imágenes de otro mundo, Raised by Wolves es una exploración sangrienta de la inteligencia artificial y las creencias religiosas que no solo estimulará el ojo y la mente — sino el corazón». En el sitio web Metacritic, la serie tiene una puntuación promedio ponderada de 64 sobre 100, basada en revisiones de 19 críticos, lo que indica «críticas generalmente favorables».